# Clorură de potasiu
Clorura de potasiu este o sare compusă din potasiu și clor cu formula chimică KCl. Este folosită în general în agricultură ca îngrășământ chimic și ca fondant pentru protejarea aliajelor împotriva oxidării. Principalul mineral care are aceeași formulă cu clorura de potasiu este silvina. Datorită acestuia, denumirea industrială a clorurii de potasiu este cea de silvină. 

## Preparare
În stare pură, se obține prin concentrare soluției care rezultă la neutralizarea unei soluții de hidroxid de potasiu cu acid clorhidric. 

## Proprietăți
Clorura de potasiu este o substanță solidă, cristalină (prezintă o rețea cristalină de tipul clorurii de sodiu), incoloră și solubilă în apă. În stare pură nu are miros și are aspect de materie cristalină de culoare albă.